# Долина любові
«Долина любові» (англ. Valley of Love) — французький фільм-драма 2015 року поставлений режисером Ґійомом Ніклу. Головні ролі виконали Жерар Депардьє та Ізабель Юппер. Прем'єра стрічки відбулася 22 травня 2015 року на 68-му Каннському кінофестивалі, де фільм претендував на Золоту пальмову гілку. Фільм було номіновано у 3-х категоріях на здобуття кінопремії «Сезар» 2016 року. 

## Сюжет
Ізабель і Жерар збираються на дивну зустріч у каліфорнійській Долині Смерті. До цього вони роками не бачилися, але тепер відгукнулися на запрошення їхнього сина-фотографа, яке вони отримали після його самогубства шість місяців тому. Незважаючи на абсурдність ситуації, вони вирішують все ж слідувати плану, який придумав їхній син Мікаель. 

## У ролях
| Жерар Депардьє | ···· | Жерар          |
| Ізабель Юппер  | ···· | Ізабель        |
| Ден Ворнер     | ···· | Поль           |
| Аурелія Т'єррі | ···· | Катрін         |
| Дьйон Уль      | ···· | старенька пані |

## Визнання
| Нагороди та номінації фільму «Долина любові» | Нагороди та номінації фільму «Долина любові» | Нагороди та номінації фільму «Долина любові» | Нагороди та номінації фільму «Долина любові» | Нагороди та номінації фільму «Долина любові» | Нагороди та номінації фільму «Долина любові» |
| Рік                                          | Кінофестиваль/кінопремія                     | Категорія/нагорода                           | Номінант                                     | Результат                                    |                                              |
| -------------------------------------------- | -------------------------------------------- | -------------------------------------------- | -------------------------------------------- | -------------------------------------------- | -------------------------------------------- |
| 2015                                         | 68-й Каннський кінофестиваль                 | Золота пальмова гілка                        | Долина любові                                | Номінація                                    |                                              |
| 2016                                         | Премія «Люм'єр»                              | Найкращий актор                              | Жерар Депардьє                               | Номінація                                    |                                              |
| 2016                                         | Премія «Люм'єр»                              | Найкраща акторка                             | Ізабель Юппер                                | Номінація                                    |                                              |
| 2016                                         | Премія «Сезар»                               | Найкраща акторка                             | Ізабель Юппер                                | Номінація                                    |                                              |
| 2016                                         | Премія «Сезар»                               | Найкращий актор                              | Жерар Депардьє                               | Номінація                                    |                                              |
| 2016                                         | Премія «Сезар»                               | Найкраща операторська робота                 | Крістоф Оффенштейн                           | Перемога                                     |                                              |